# 北京上方山国家森林公园
39°40′30″N 115°49′32″E / 39.675089°N 115.8255575°E
上方山国家森林公园，是位于中华人民共和国北京市房山区岳各庄圣水峪的国家级森林公园，占地总面积约337公顷。距北京市中心约70多公里，可从北京西站南广场乘坐917路公共汽车抵达阎村或者乘坐北京地铁房山线到达篱笆房站后换乘房（f）15路公交车到达上方山。

## 地理
上方山国家森林公园内森林茂密，山形奇特，洞穴深奥，并且拥有许多珍稀的植物品种。其中香椿、拐枣和黄精是上方山的三大主要特产，被当地人家成为上方山的“三宝”。园内同时也存在着不少人文古迹，主要是一些佛教古寺。园内有九大洞穴，其中规模最大的是云水洞，洞内包含着108个大大小小的自然景观。洞内还有高37米号称“中国第一大石笋”的“擎天玉柱”。上方山主要由12座奇特的山峰组成。摘星坨为12峰中最高的一峰，海拔860米。